# Тиюти
Тиюти (порт. Tuiuti) — муниципалитет в Бразилии, входит в штат Сан-Паулу. Составная часть мезорегиона Макрорегион агломерации Сан-Паулу. Входит в экономико-статистический микрорегион Браганса-Паулиста. Население составляет 5593 человека на 2006 год. Занимает площадь 126,465 км². Плотность населения — 44,2 чел./км².
Праздник города — 19 мая.

## История
Город основан 20 января 1890 года.

## Статистика
- Валовой внутренний продукт на 2003 составляет 49.305.741,00 реалов (данные: Бразильский институт географии и статистики).
- Валовой внутренний продукт на душу населения на 2003 составляет 9.301,22 реалов (данные: Бразильский институт географии и статистики).
- Индекс развития человеческого потенциала на 2000 составляет 0,763 (данные: Программа развития ООН).

## География
Климат местности: горный тропический. В соответствии с классификацией Кёппена, климат относится к категории Cwb.